# Mistrzostwa Polski w rugby 7 mężczyzn
Mistrzostwa Polski w rugby 7 mężczyzn – prowadzone corocznie, organizowane od 1996 rozgrywki drużyn rugby 7, mające na celu wyłonienie najlepszej męskiej drużyny w Polsce. 

## System rozgrywek
Pierwsze nieoficjalne mistrzostwa Polski w rugby 7 mężczyzn rozegrano w 1995 w Sopocie i zakończyły się zwycięstwem miejscowego Ogniwa, natomiast pierwszy oficjalny turniej mistrzowski rozegrano w 1996. Początkowo były mistrzostwa rozgrywano w formule jednodniowych turniejów. W 1998 zmieniono format rozgrywek na serię czterech turniejów (podczas pierwszej edycji w tym formacie nie rozegrano czwartego turnieju z powodu zbyt małej liczby zgłoszonych drużyn). W kolejnych latach mistrz Polski wyłaniany był podczas jednodniowego turnieju, w którym uczestniczyły zgłaszające się doń drużyny. W 2011 po raz pierwszy turniej mistrzowski rozegrano w formule dwudniowej. Wprowadzono także reguły kwalifikacji do turnieju mistrzowskiego – np. w sezonie 2013/2014 awansowało do niego 6 najlepszych drużyn poprzednich mistrzostw oraz 6 wyłonionych w turniejach barażowych. W tym sezonie także o mistrzostwie decydowały dwa turnieje finałowe i łączna punktacja w nich zdobyta. W 2014 połączono mistrzostwa Polski z organizowanym dotąd rozgrywkami ligowymi (wcześniej turnieje mistrzowskie były zaliczane równocześnie jako jedne z turniejów ligowych – np. 2008, 2009, 2010, 2011). W sezonie 2014/2015 o udziale w turnieju finałowym decydowały serie turniejów: rozegrano cztery turnieje, z których 24 najlepsze drużyny uczestniczyły w turniejach półfinałowych, a z tych po 6 najlepszych awansowało do turnieju finałowego. W sezonie 2015/2016 mistrzostwa ponownie składały się z dwóch turniejów i łączna punktacja w nich osiągnięta wyłoniła mistrza. Od sezonu 2016/2017 zwiększono liczbę turniejów do siedmiu, przy czym w ostatnim, finałowym, brało udział 10 drużyn z najwyższą punktacją z dotychczasowych turniejów. O mistrzostwie decydował wynik turnieju finałowego. W sezonie 2018/2019 rozegrano tylko dwa turnieje eliminacyjne oraz turniej barażowy, a w finale przewidziano 12 miejsc. W sezonie 2019/2020 rozegrano trzy turnieje, bez finałowego – o mistrzostwie decydowała łączna punktacja z turniejów.

## Medaliści mistrzostw
Medaliści mistrzostw:
| Rok       | Mistrz            | Wicemistrz                            | Trzecie miejsce          |
| --------- | ----------------- | ------------------------------------- | ------------------------ |
| 1996      | Ogniwo Sopot      | AZS AWF Warszawa                      | Lechia Gdańsk            |
| 1997      | Ogniwo Sopot      | AZS AWF Warszawa                      | Lechia Gdańsk            |
| 1998      | AZS AWF Warszawa  | Ogniwo Sopot                          | Orkan Sochaczew          |
| 1999      | AZS AWF Warszawa  | Orkan Sochaczew                       | Skra Warszawa            |
| 2000      | AZS AWF Warszawa  | Orkan Sochaczew                       | Budowlani Łódź           |
| 2001      | Orkan Sochaczew   | Folc Warszawa                         | Pogoń Siedlce            |
| 2002      | Orkan Sochaczew   | Juvenia Kraków                        | Budowlani Łódź           |
| 2003      | Orkan Sochaczew   | Budowlani II Łódź                     | Ogniwo Sopot             |
| 2004      | Orkan Sochaczew   | Folc AZS Warszawa                     | Skra Warszawa            |
| 2005      | Folc AZS Warszawa | Orkan Sochaczew                       | Ogniwo Sopot             |
| 2006      | Folc AZS Warszawa | Budowlani Łódź                        | Orkan Sochaczew          |
| 2007      | Folc AZS Warszawa | Orkan Sochaczew                       | Budowlani Łódź           |
| 2008      | Folc AZS Warszawa | Orkan Sochaczew                       | AZS AWF Katowice         |
| 2009      | AZS AWF Warszawa  | Lechia Gdańsk                         | Profexim Orkan Sochaczew |
| 2010      | Lechia Gdańsk     | Bemowo-AZS-AWF Warszawa               | Orkan Sochaczew          |
| 2011      | Lechia Gdańsk     | Orkan Sochaczew                       | Posnania Poznań          |
| 2012      | Lechia Gdańsk     | Blachy Pruszyński Budowlani S.A. Łódź | Orkan Sochaczew          |
| 2013      | Lechia Gdańsk     | Awenta Pogoń Siedlce                  | Orkan Sochaczew          |
| 2014      | Lechia Gdańsk     | Orkan Sochaczew                       | Budowlani S.A. Łódź      |
| 2015      | Lechia Gdańsk     | Ogniwo Sopot                          | Orkan Sochaczew          |
| 2016      | Lechia Gdańsk     | Orkan Sochaczew                       | Tytan Gniezno            |
| 2017      | Posnania Poznań   | Lechia Gdańsk                         | Ogniwo Sopot             |
| 2018      | Lechia Gdańsk     | Posnania Poznań                       | Orkan Sochaczew          |
| 2019      | Posnania Poznań   | Orkan Sochaczew                       | Skra Warszawa            |
| 2019/2020 | Posnania Poznań   | Orkan Sochaczew                       | Juvenia Kraków           |
| 2020/2021 | Posnania Poznań   | Orkan Sochaczew                       | Juvenia Kraków           |
| 2021/2022 | Posnania Poznań   | Orkan Sochaczew                       | Lechia Gdańsk            |
| 2022/2023 | Tytan Gniezno     | Orkan Sochaczew                       | Posnania Poznań          |
| 2023/2024 | Tytan Gniezno     | RK Warszawa                           | Posnania Poznań          |
| 2024/2025 | Posnania Poznań   | Pogoń Siedlce                         | RC Koszalin              |

## Statystyka
Drużyny według liczby mistrzostw:
| Drużyna          | Liczba mistrzostw |
| ---------------- | ----------------- |
| AZS AWF Warszawa | 8                 |
| Lechia Gdańsk    | 8                 |
| Posnania Poznań  | 6                 |
| Orkan Sochaczew  | 4                 |
| Ogniwo Sopot     | 2                 |
| Tytan Gniezno    | 2                 |